# Dracaena tamaranae
Dracaena tamaranae Marrero Rodr., R.S.Almeida & Gonz.-Mart., conocido en castellano como drago de Gran Canaria, es una especie de planta perenne de porte arbóreo de la familia Asparagaceae. Es originario de la Macaronesia.
Desde 1972 se habían identificado ejemplares de drago en la isla de Gran Canaria con ciertas peculiaridades. Estos inicialmente fueron identificados como ejemplares de Dracaena draco,  pero un estudio más detallado y su cultivo permitieron reconocer que se trataba de una especie diferente.

## Descripción
Este drago tiene hojas rígidas, acanaladas, aguzadas hacia la punta y de un color más azulado y grisáceo que las de D. draco. Su porte es menos denso y ramificado, alcanzando más de 8 metros de altura. La corteza es amarillo-grisácea y algo lustrosa. Las inflorescencias, de color verde blanquecino, se disponen en una inflorescencia ramificada de hasta 80-100 cm de larga. Las semillas son globosas y ligeramente comprimidas, de unos 6-7 mm de diámetro.
Se diferencia de Dracaena draco, la otra especie nativa de Gran Canaria, por sus hojas acanaladas, de color más azulado y grisáceo, aún en ejemplares juveniles; por la inflorescencia más ramificada y flores con características diferentes; así como por los frutos y semillas más pequeños.
Muestra similitudes con especies del este de África, como Dracaena ombet y Dracaena schizantha, y de Arabia, como Dracaena serrulata. Se cree que la especie podría haber llegado a Canarias durante el periodo Mioceno.

## Distribución y hábitat

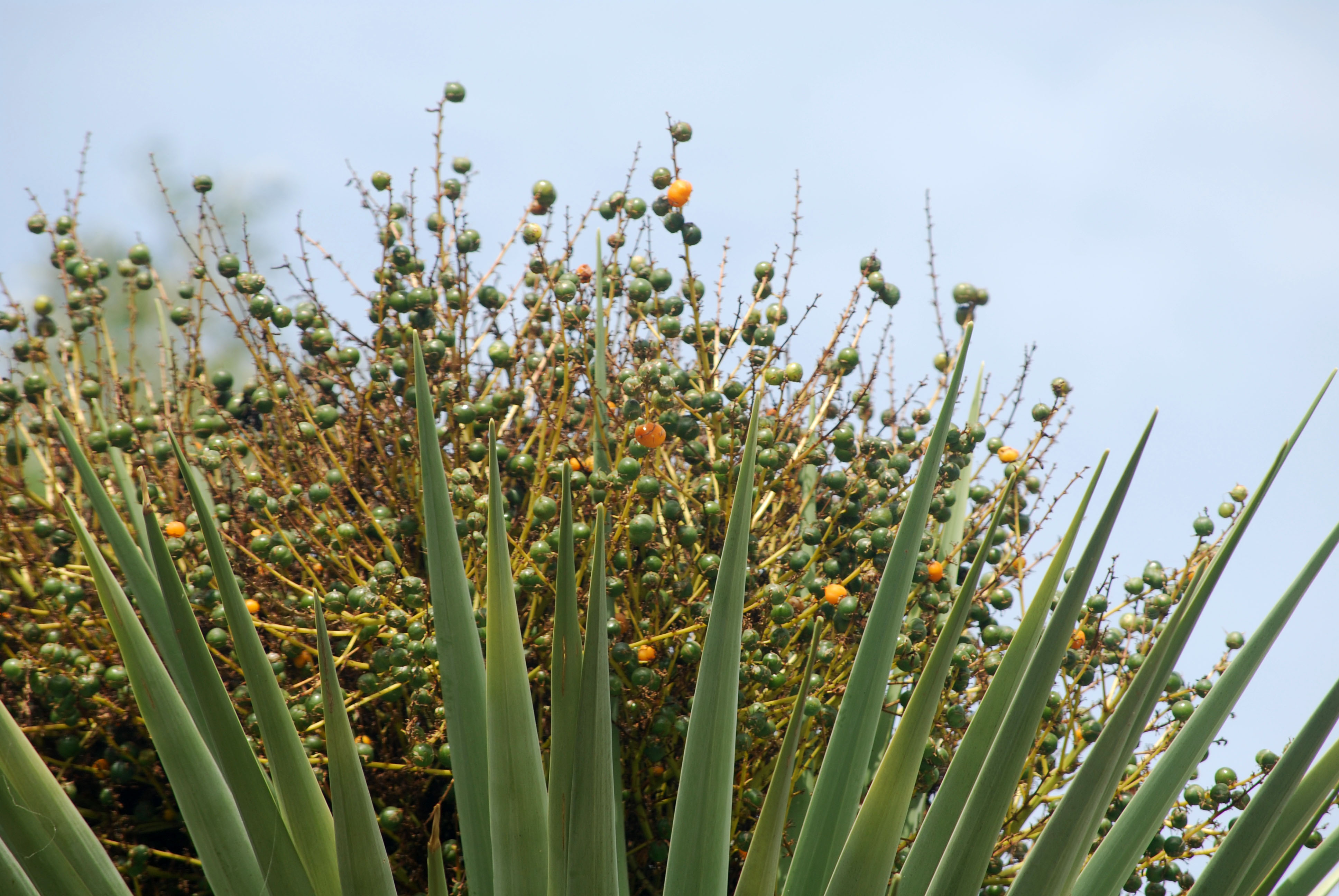
Racimo de frutos.

D. tamaranae es un endemismo de la isla de Gran Canaria, en el archipiélago de Canarias ―España―.
Los dragos encontrados están en el sur de la isla, en zona más xérica de la habitual para Dracaena draco.
El drago de Gran Canaria se ha descrito como propio de las comunidades vegetales termoesclerófilas, de la región tropical-subtropical. Son relativamente xerófilos, habitando zonas con precipitaciones de entre 200 y 500 mm anuales. 
Los ejemplares encontrados se localizan en las zonas geológicamente más antiguas de la isla, en riscos generalmente inaccesibles. Estas zonas albergan restos de sus ecosistemas originales: sabinar y jarales. En ellas convive con especies como sabinas, jaguarzos, acebuches, pinos, etc.

## Taxonomía
D. tamaranae fue descrita por los investigadores españoles Águedo Marrero Rodríguez, Rafael Serafín Almeida Pérez y Manuel González-Martín, siendo publicado en Botanical Journal of the Linnean Society en 1998.
Etimología
- Dracaena: nombre genérico derivado del griego drakaina, 'dragón hembra' o 'serpiente', aludiendo a la savia conocida como sangre de dragón.[6]
- tamaranae: epíteto que hace referencia a Tamarán, nombre que los geólogos dan a la isla antigua que abarca la mitad suroeste de Gran Canaria.[7]

## Estado de conservación
D. tamaranae está catalogada como especie en peligro crítico de extinción en la Lista Roja de la UICN debido principalmente a que solo existen 12 individuos maduros conocidos.
Se encuentra protegida al incluirse como en peligro de extinción tanto en el Listado de Especies Silvestres en Régimen de Protección Especial y del Catálogo Español de Especies Amenazadas, como en el Catálogo Canario de Especies Protegidas.
Parte de sus poblaciones se encuentran dentro de los espacios naturales protegidos del monumento natural de Tauro, parque natural de Pilancones, paisaje protegido de Fataga y parque rural del Nublo.